# 1911 en photographie
| Années de la photographie : 1908 - 1909 - 1910 - 1911 - 1912 - 1913 - 1914    |
| Décennies de la photographie : 1880 - 1890 - 1900 - 1910 - 1920 - 1930 - 1940 |

Cet article présente les faits marquants de l'année 1911 en photographie.

## Événements

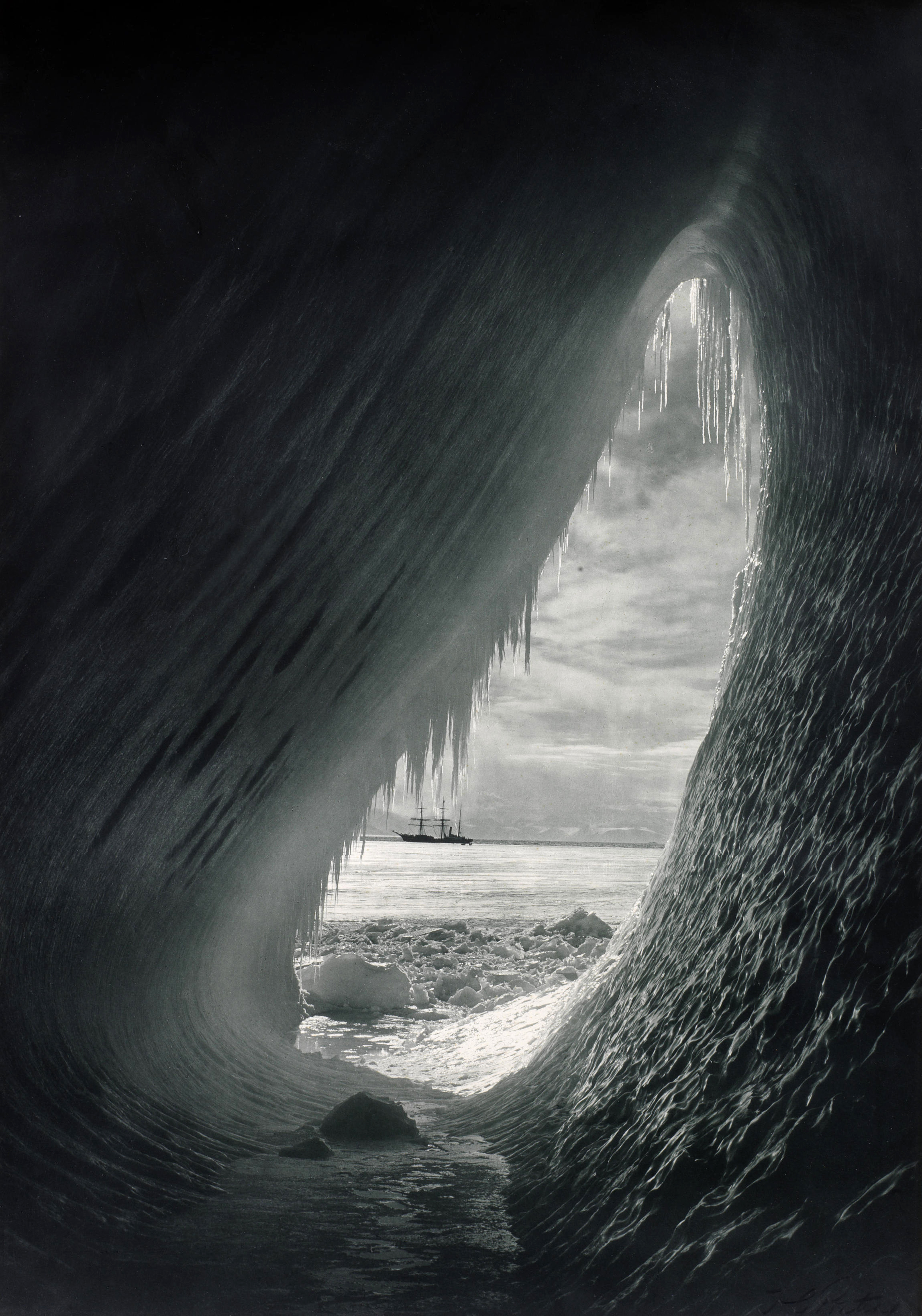
Herbert Ponting, Grotte dans un iceberg, 5 janvier 1911.

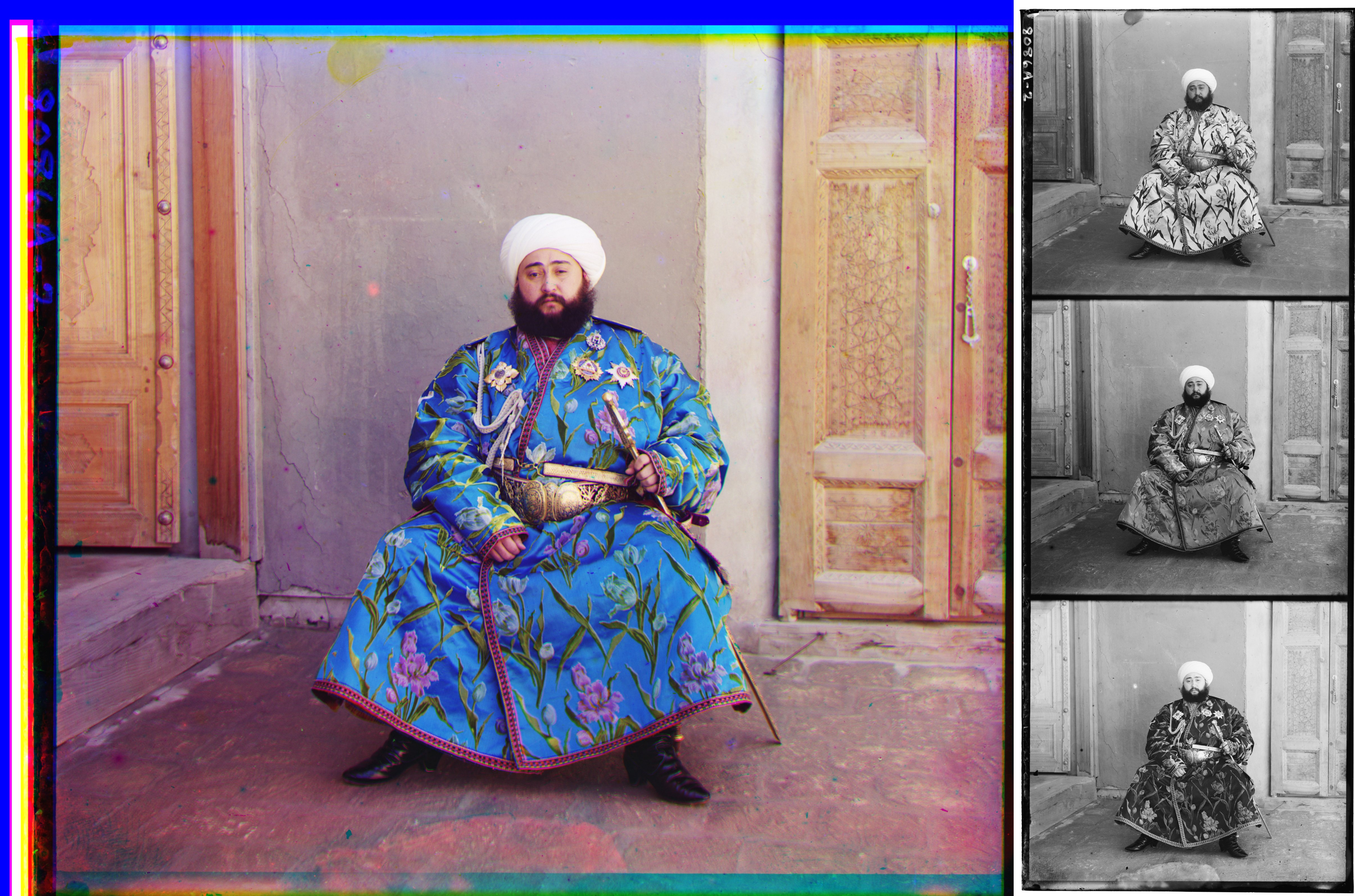
Sergueï Prokoudine-Gorski, Alim Khan, émir de Boukhara, 1911. À droite, le triple négatif en noir et blanc sur plaque de verre, montré ici en positif.

- Josef Jindřich Šechtl prend la succession de son père Ignác Josef Šechtl à la tête de l'atelier photographique familial « Šechtl a Voseček » à Tábor en Bohème[1].
- Herbert Ponting est le photographe et le cinéaste de l'expédition Terra Nova de Robert Falcon Scott en Antarctique.
- 2 avril : fusion des deux entreprises françaises de fabrique de plaques photographies, Société anonyme des plaques, pellicules et papiers photographiques Jougla et Société anonyme des plaques et papiers photographiques Antoine Lumière et ses fils sous le nom Union photographique industrielle - Établissements Lumière & Jougla réunis, pour faire face à la concurrence de Kodak ; la nouvelle entreprise s'installe dans le quartier Polangis de Joinville-le-Pont près de Paris[2].
- octobre-décembre : Gaston Chérau est envoyé comme photo-reporter par le journal français Le Matin en Libye pour couvrir la guerre italo-turque en Tripolitaine[3],[4].

## Photographies notables
- avril : Lucien Vogel publie l'article « L'art de la robe » dans Art et Décoration, illustré de photographies réalisées par Edward Steichen qui sont considérées comme la première prise de photographie de mode moderne[5],[6].

## Livres de photographies
- Adolf Miethe et Hugo Hergesell, Mit Zeppelin nach Spitzbergen. Bilder von der Studienreise der deutschen arktischen Zeppelin-Expedition ... mit 269 schwarzen und farbigen Reproduktionen nach Naturaufnahmen, Berlin, Deutsches Verlagshaus Bong & Co, 291 p., avec 269 photographies en noir et en couleur (En ligne sur Gallica) : album relatant l'expédition en dirigeable organisée par le comte Ferdinand von Zeppelin au Spitzberg en 1910 ; Adolf Miethe y réalise les premières photographies de l'Arctique dans l'archipel de Svalbard.

- The door in the wall and other stories de H. G. Wells, New York et Londres, M. Kennerley : illustré de 10 photographies d'Alvin Langdon Coburn imprimées en photogravure sous sa direction ; tirage à 300 exemplaires.

## Études, essais, articles
- Alphonse Seyewetz, Le négatif en photographie, Paris, O. Doin et fils, coll. « Bibliothèque de photographie », no  4, 290 p.

## Naissances
- 17 janvier : Izis, photographe et photojournaliste français d'origine lituanienne, un des représentants de la photographie humaniste, mort le 16 mai 1980.
- 21 février : Raymond Grosset, directeur de l'agence de presse photographique Rapho, mort le 6 avril 2000.
- 16 avril : Gene Fenn, photographe de mode et peintre américain, mort le 14 novembre 2001.
- 17 avril : Eliot Elisofon, photographe documentaire et photojournaliste américain, mort le 7 avril 1973.
- 28 avril : Ei-Q, photographe japonais, mort le 10 mars 1960.
- avril : Max Dupain, photographe australien, mort le 27 juillet 1992.
- 2 mai : Elsbeth Juda, photographe britannique d'origine allemande, morte le 5 juillet 2014.
- 5 mai : Zofia Rydet, photographe polonaise, morte le 24 août 1997.
- 17 mai : Lisa Fonssagrives,  mannequin suédoise, active en France et aux États-Unis, premier top model de l'histoire de la photographie de mode, morte le 4 février 1992.
- 9 juillet : Emmanuil Evzerikhine, photojournaliste soviétique, mort le 28 mars 1984.
- 11 juillet : Olive Cotton, photographe australienne, morte le 27 septembre 2003.
- 16 août : Ylla, photographe américano-hongroise, morte le 30 mars 1955.
- 28 août : Philippe Gaussot, photojournaliste français, mort le 12 mars 1977.
- 30 septembre : Ruth Gruber, journaliste et photographe américaine, morte le 17 novembre 2016.
- 4 octobre : Marcel Cerf, reporter photographe et historien français, mort le 1er janvier 2010.
- 6 octobre : Assia Granatouroff, mannequin française d'origine ukrainienne, modèle de nu de nombreux photographes en France dans l'entre-deux-guerres, morte le 17 mai 1982.
- 9 octobre : Joe Rosenthal, photographe et photojournaliste américain, lauréat du Prix Pulitzer pour son célèbre cliché Raising the Flag on Iwo Jima[7], mort le 20 août 2006.
- 28 octobre : Juan Guzmán (photographe), photojournaliste mexicain d'origine allemande, mort le 6 novembre 1982.
- 1er novembre  : Kōji Satō, photographe japonais, mort le 20 août 2006.
- 20 novembre : David Seymour, connu sous le pseudonyme de Chim, photographe polono-américain, cofondateur de l'agence de presse photographique Magnum, tué le 10 novembre 1956 lors d'un reportage sur la crise du canal de Suez.
- 16 décembre : Brett Weston, photographe américain, mort le 22 janvier 1993.
- Date précise non renseignée ou inconnue :
  - Shihachi Fujimoto, photographe japonais, mort le 19 août 2006.
  - Maryam Şahinyan, photographe turque d'origine arménienne, morte en 1996.

## Décès
- 4 janvier: Dominique Roman, photographe français, né le 18 avril 1824.
- 11 janvier, Charles-Édouard Hocquard, photographe et explorateur français, né le 15 janvier 1853.
- 15 avril : Antoine Lumière, peintre, photographe et entrepreneur français, né le 13 mars 1840.
- 29 juillet : Clément Sans, photographe français, né le 24 juin 1834.
- 12 août : Baron Raimund von Stillfried, photographe français, né le 6 août 1839.
- 4 septembre : Alexandre Bougault,  photographe et éditeur de cartes postales français, né le 19 décembre 1851.
- 13 novembre : Wojciech Piechowski, peintre et photographe polonais, né le 23 avril 1849.
- Date précise inconnue ou non renseignée :
  - après avril : Laure Buscy dite Madame Georges Evrard, photographe et éditrice de cartes postales française, active à la Martinique et en Guyane, née le 24 décembre 1873.

## Célébrations
Centenaire de naissance
- Jean-Baptiste Alary
- Marie-Alexandre Alophe
- Charles Aubry
- Adolphe Dallemagne
- John William Draper
- Claude-Marie Ferrier (de)
- Samuel Heer
- Israël Kiek
- Albert Southworth
- Constance Fox Talbot
- Jean Nicolas Truchelut
- Vittorio della Rovere

Centenaire de décès
- Gilles-Louis Chrétien